# Ballantiophora bisignata
Ballantiophora bisignata là một loài bướm đêm trong họ Geometridae.